# Barton (New York)
Pour les articles homonymes, voir Barton.
Barton est une ville américaine située dans le comté de Tioga dans l’État de New York. En 2010, sa population est de 8 858 habitants.

## Source de la traduction
- (en) Cet article est partiellement ou en totalité issu de l’article de Wikipédia en anglais intitulé « Barton, New York » (voir la liste des auteurs).